# Uroobovella variseta
Uroobovella variseta es una especie de arácnido del orden Mesostigmata de la familia Urodinychidae.

## Distribución geográfica
Se encuentra en Tennessee (Estados Unidos).